# 博多座

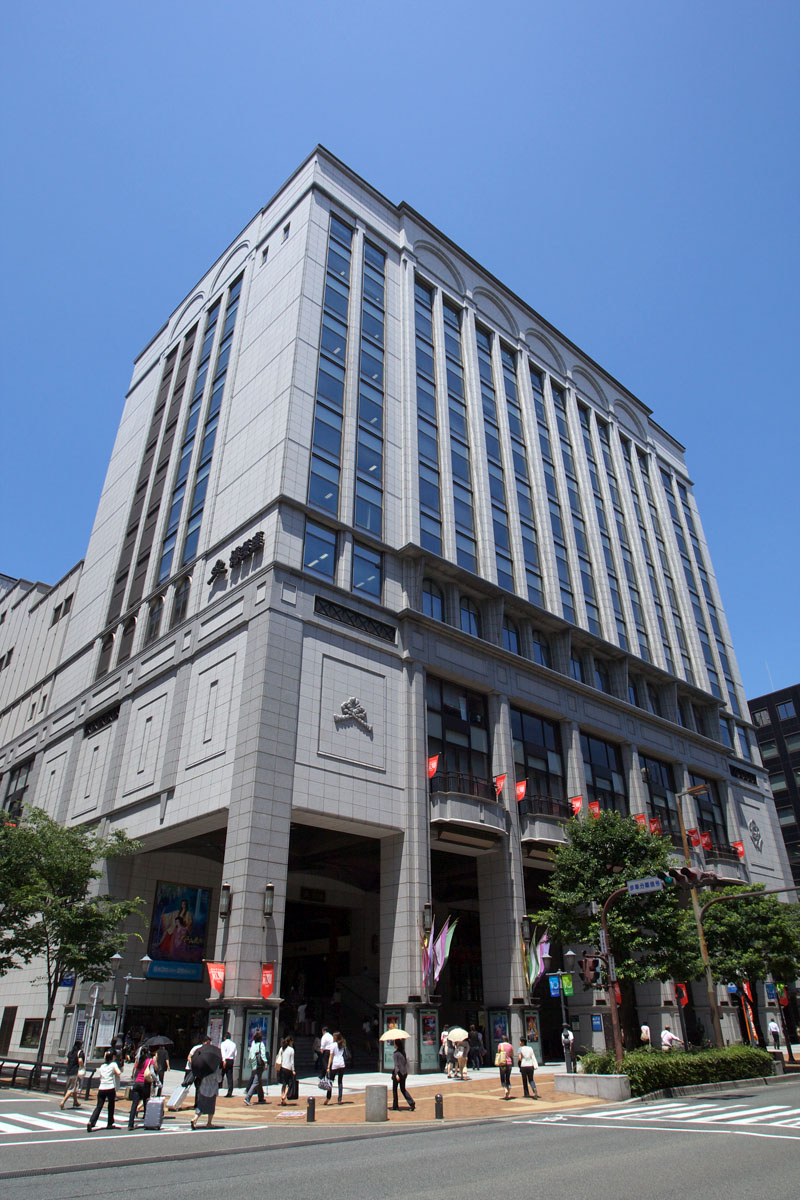

博多座（日语：はかたざ）是位於日本福岡市博多區下川端町的九州最大規模的演劇専用劇場。座席數有1,500席。現在的博多座是第二代博多座，初代博多座開業於1910年。

## 外部連結
- 博多座 （页面存档备份，存于）